# ミニッツレーサーMR-015シャーシ
ミニッツレーサーMR-015シャーシとは、2005年に発売された京商ミニッツレーサーのシャーシの一種である。

## 特徴
"MR-01シャシー"と同様のオフセット幅とシャシー幅で再設計されたミニッツレーサーシリーズシャシー。ナローと称されることもある。、交換できるよう改良したもの。搭載可能なボディのラインナップはかなり豊富である。
先代MR-01シャシーとの違いを上げると、フロントセクションの構造、リアまわりのベースとなるモーターマウントは左右1mmずつワイド寄りにオフセットされ、MR-02シャシーと同様に変更された。同じくMR-02同様MR-01では破損頻度が高かったサーボについてもサーボセイバーを搭載することによって破損頻度を大幅に下げることに成功した。MR-01の進化シャシーと言うよりは、MR-02のナロー版と言ったニュアンスのほうが近い。

## 種類
各形式の違いはモーターの位置で、型番末尾英数文字が形式の違いを表している。
「M」とはマウント、Mの前のアルファベットは位置を示すR=Rear（リア）・M=（Mid-Ship）ミッドシップ・H=（High）ハイ
よくMR-01と同じモーターマウントと思われ混乱を招くことがあるが、実際は左右1mmずつワイド化されている。
MR-015RM
モーターを後輪車軸より後ろ側にマウントするタイプ。
MR-015MM
モーターを後輪車軸とメインシャシーの間にマウントするタイプ
MR-015HM
モーターを後輪車軸のほぼ真上にマウントするタイプ。
MR-015RML
MR-015RMからリアピッチングダンパーを除いたモデル。

## 備考
シャーシセット他の取扱説明書では、「トヨタ・エスティマ（MM）」がボディの例として書かれている。